# Túnel de Pena

## Historia
Los túneles de Pena (Pena 1 y 2) tienen una historia larga tras de sí. Se ubican en la comarca turolense del Matarraña (fronteriza con las provincias de Zaragoza, Tarragona y Castellón) y se concibieron para salvar la cerrada del río Pena y poder construir el embalse de Pena (18 hm³), tanto la construcción del embalse como la de los túneles fue muy penosa y costosa, de hecho se acordaron en 1905 pero su construcción no concluiría hasta 20 años después bajo el mandato de Primo de Ribera.
La vía sobre la que levantan los túneles pertenece la CHE (Confederación Hidrofráfica del Ebro) sin embargo es de libre tránsito y vital para los usos turísticos y residenciales del embalse de Pena y su entorno.

## Características
Tienen 56 y 18 metros de longitud, ambos son estrechos túneles monotubos excavados en roca caliza viva.